# Диалог с моим садовником
«Диалог с моим садовником» (фр. Dialogue avec mon jardinier) — французский фильм-драма 2007 года. В главных ролях — Даниэль Отёй и Жан-Пьер Дарруссен. Экранизация книги художника и писателя Анри Кьеко.

## Сюжет
Париж и его круглосуточная суета заставляют уже не юного художника Дюпенсо вернуться в дом своего детства в одной из провинций Франции. Вокруг дома располагается огромный сад, который сам он обрабатывать не в силах. Художник даёт объявление в местную газету, и уже вскоре на пороге его дома оказывается невзрачный на вид мужчина, представляющийся садовником. Вскоре мужчины выясняют, что их связывает общее прошлое.

## В ролях
- Даниэль Отёй — Дюпренсо
- Жан-Пьер Дарруссен — Дюжарден
- Фанни Коттансон — Элен, жена Дюпренсо
- Элоди Наварр — Кароль
- Алексия Бальер — Магда
- Хиам Аббасс — жена Дюжардена
- Николя Воде — Жан-Этьен

## Критика
Критик The Guardian Кэт Кларк оценил фильм на три балла из пяти. По её мнению, это «нежная и милая французская драма».
Перфекционист Жан Беккер, как всегда, тщательно срежиссировал каждый нюанс, каждую запятую, каждый маленький жест — но всегда незаметно и ненавязчиво, так что всё выглядит совершенно естественно. Его экранизация романа Анри Кьеко не занимается плоским прославлением деревенской жизни, но остаётся удивительно свободной от клише и не жалеет трагических элементов. Таким образом, Беккеру удалось создать фильм о дружбе, который настолько же освежает, насколько и трогает — глубоко человечный и полный душевного тепла.
Hamburger Morgenpost

## Награды и номинации
| Награда | Категория           | Номинант           | Итог      |
| ------- | ------------------- | ------------------ | --------- |
| «Сезар» | Лучшая мужская роль | Жан-Пьер Дарруссен | Номинация |